# كين جايلز
كين جايلز (بالإنجليزية: Ken Giles)‏ هو لاعب كرة قاعدة أمريكي، ولد في 20 سبتمبر 1990 في ألباكركي في الولايات المتحدة.

## وصلات خارجية
- كين جايلز على موقع دوري كرة القاعدة الرئيسي (الإنجليزية)
- كين جايلز على موقعبيزبول رفرنس.كوم (الدوري الرئيسي) (الإنجليزية)
- كين جايلز على موقعبيزبول رفرنس.كوم (الدوري الثانوي) (الإنجليزية)
- كين جايلز على موقع إي إس بي إن.كوم (أم.أل.بي) (الإنجليزية)
- كين جايلز على موقع مشجعي الرسوم البيانية (الإنجليزية)